# Anatolij Julin
Anatolij Iwanowicz Julin (ros. Анатолий Иванович Юлин, ur. 9 marca 1929 w Bekietowie w obwodzie tulskim, zm. 29 sierpnia 2002 w Mińsku) – radziecki lekkoatleta płotkarz, mistrz Europy w 1954.
Specjalizował się w biegu na 400 metrów przez płotki. Na igrzyskach olimpijskich w 1952 w Helsinkach zajął w tej konkurencji 4. miejsce w finale.
Na mistrzostwach Europy w 1954 w Bernie zdobył niespodziewanie złoty medal na 400 metrów przez płotki, choć faworytem był jego rodak, rekordzista świata Jurij Litujew. Julin w finale ustanowił swój rekord życiowy czasem 50,5 s. Był to najlepszy wynik na świecie w tym roku. W 1955 również był liderem tabel światowych z wynikiem 51,0 s. Na igrzyskach olimpijskich w 1956 w Melbourne odpadł w półfinale na tym dystansie. Startował także w sztafecie 4 × 400 metrów, ale odpadł w eliminacjach.
Na mistrzostwach Europy w 1958 w Sztokholmie zajął w finale biegu na 400 metrów przez płotki 5. miejsce.
Na Akademickich Mistrzostwach Świata (organizowanych przez MZS) w Bukareszcie w 1953 zajął 2. miejsce, a w 1954 w Budapeszcie zwyciężył w tej konkurencji.
Nigdy nie zdobył mistrzostwa ZSRR na 400 metrów przez płotki. Od 1952 do 1954 był wicemistrzem (za Litujewem), a w 1951, 1955 i 1957 zajął 3. miejsce.